# Irán en los Juegos Paralímpicos de Pekín 2022
Irán estuvo representado en los Juegos Paralímpicos de Pekín 2022 por cuatro deportistas, dos hombres y dos mujeres. El equipo paralímpico iraní no obtuvo ninguna medalla en estos Juegos.